# The Flirtations
The Flirtations, voorheen The Gypsies, is een Amerikaanse r&b-meidengroep.

## Geschiedenis

### The Gypsies
The Gypsies werden geformeerd in 1962 in New York. De groep bestond uit Lestine Johnson en de zusters Ernestine Pearce, Shirley Pearce en Betty Pearce. In 1964 tekenden ze een contract bij Old Town Records, waar ze hun debuutsingle Hey There, Hey There uitbrachten. De song kreeg alleen speeltijd bij plaatselijke radiostations, maar hun volgende single Jerk It, geschreven door J.J. Jackson, was meer succesvol en bereikte de 111e plaats in de pophitlijst en de 33e plaats in de r&b-hitlijst in de lente van 1965. Ondanks het betrekkelijke succes van Jerk It verliet Lestine Johnson de groep en werd vervangen door Viola Billups. The Gypsies brachten slechts twee singles uit bij Old Town Records in 1966, in totaal vier singles.

### The Flirtations
Dat jaar, nu bij Josie Records, werd de groep hernoemd naar The Flirtations en publiceerden ze het degelijke northern soul-dansnummer Change My Darkness Into Light. Het werd genegeerd door de dj's en de verkoop leed eronder. Het kwartet wisselde dan naar Festival Records, waar ze de singles Stronger Than Her Love en Settle Down publiceerden, die ook flopten.
Betty Pearce verliet de groep, zodat The Flirtations verder moesten als trio. Na het winnen van een kleine plaatselijke talentenjacht in 1968 om te zien wie de beste imitatie van The Supremes kon brengen, pakten ze hun bagage en gingen ze richting Engeland, waar ze tekenden bij Parrot Records en in de herfst van 1968 Tom Jones begeleidden tijdens diens Europese tournee. De enige Parrot Records-publicatie was Someone Out There / How Can You Tell Me? De single steeg naar de 2e plaats van de bubbling under-lijst in september 1968 en het nummer leverde The Flirtations een hit op in Nederland met een 5e plaats.
Aan het eind van 1968 tekende het trio bij Deram Records en publiceerde hun grootste hit Nothing But a Heartache, geproduceerd door Wayne Bickerton en geschreven door Bickerton en Tony Waddington. De B-kant was de kerstsong Christmastime Is Here Again. Nothing But a Heartache steeg naar de 1e plaats in de bubbling under-lijst in december 1968 en bezorgde The Flirtations in het begin van 1968 een tweede top 40-hit in Nederland met een 36e plaats. De song wordt nu doorgaans betiteld als een pop- en northern soul-klassieker.
Het vervolg had minder weg van een dansmelodie dan de vorige single. South Carolina (1969, pophitlijst) was een ballade, die slechts de 111e plaats haalde. Keep On Searching (1970) werd gepubliceerd en flopte. Dit kon een bewuste keuze zijn geweest om ophef te vermijden welke de nieuwste single was, Searching of What's Good About My Love. De laatste bereikte een hoogtepunt in de vroege jaren 1970 met een 17e plaats in de r&b-hitlijst, maar slaagde er niet in om indruk te maken in de pophitlijst. In juli 1970 scoorde het trio een andere hit met Can't Stop Loving You (Bickerton/Waddington). De song scoorde een 96e plaats in Cashbox. In hetzelfde jaar publiceerde Tom Jones ook een versie van de song.
In 1971 verscheen hun zesde en laatste single Give Me Love bij Deram Records (niet te verwarren met de George Harrison-song). Niet origineel op hun lp Sounds Like the Flirtations (1970), maar naderhand toegevoegd aan hun cd versie (2008), deed de song het niet best in de hitlijst. De rest van hun singles werden niet gepubliceerd in de Verenigde Staten. Misty Browning uit Texas verving Viola Billups in 1972, die een solocarrière begon als Vie en als Pearly Gates. Browning werd opgevolgd door Loretta Noble. Gedurende 1972 was de groep de gevestigde zanggroep van de langlopende BBC tv-serie It's Cliff Richard, ter ondersteuning van Cliff Richard bij diverse nummers, vertolking van hun eigen songs en het begeleiden van andere gasten in de show.
Gedurende de jaren 1970 publiceerden The Flirtations materiaal bij verschillende labels. Polydor startte in 1971 en 1972 met Little Darling (I Need You), Take You In My Arms (& Love Me), Hold On To Me Babe en Love a Little Longer. In 1973 volgde Mojo Records met Why Didn't I Think of That. In 1975 was het de beurt aan RCA Records met Dirty Work, Mr. Universe en One Night of Love, die voldoende verkocht en speeltijd verkreeg voor de lp Love Makes The World Go Round, net voor 1976.
De groep nam hi-NRG-nummers op als Earthquake (1983), Read All About It (1986) en Back On My Feet Again (1989). Laatstgenoemd nummer werd in 1984 een grote hit in Zuid-Afrika met een 6e plaats.
De groep werd herontdekt in het disco- en northern soul-circuit van Australië, Canada, Nieuw-Zeeland, het Verenigd Koninkrijk en de Verenigde Staten. In het Verenigd Koninkrijk werd Nothing But a Heartache gebruikt in een advertentiecampagne voor KFC en in 2007 werd deze gecoverd door The Freemasons. Ernestine Pearce werd gezien op verschillende locaties met Clem Curtis en Jimmy James als onderdeel van The Soul Explosion-tournee.
Met Ian Levine van Centre City Records in 2007 namen de dames geregeld compilaties op voor het label. In 2009 publiceerden ze hun eerste single Roulette na 20 jaar, geproduceerd door Soren Jensen voor Night Dance Records, inclusief mixen en een muziekvideo. Het nummer bereikte de 10e plaats in de Music Week's Commercial Pop Club Chart in december 2009.

## Discografie

### Singles
The Gypsies
- 1964: Hey There / Blue Bird
- 1965: Jerk It / Diamonds, Rubies, Gold And Fame
- 1965: It's A Woman's World (You Better Believe It) / They're Having A Party
- 1966: Oh I Wonder Why / Diamonds, Rubies, Gold And Fame

The Flirtations
- 1966: Change My Darkness Into Light / Natural Born Lover
- 1967: Stronger Than Her Love / Settle Down
- 1968: How Can You Tell Me / Someone Out There
- 1968: Nothing But A Heartache / Christmas Time Is Here Again
- 1968: Nothing But A Heartache / How Can You Tell Me
- 1969: Need Your Loving / South Carolina
- 1969: Keep On Searchin' / I Wanna  Be There
- 1969: Can't Stop Lovin' You / Everybody Needs Somebody
- 1970: Give Me Love, Love, Love / This Must Be The End Of The Line
- 1971: Take Me in Your Arms and Love Me / Little Darling (I Need You)
- 1972: Hold On To Me Baby / Love A Little Longer
- 1983: Earthquake
- 1986: Read All About It
- 1986: Get Up (Come On Over)
- 1989: Back On My Feet Again
- 2009: Roulette
- 2015: Nowhere To Run

### Albums
- 1969: Nothing But A Heartache
- 1970: Sounds Like The Flirtations
- 1976: Love Makes the World Go Around
- 2015: Girls

### NPO Radio 2 Top 2000
| Nummers met noteringen in de NPO Radio 2 Top 2000 | '99  | '00  | '01  |
| ------------------------------------------------- | ---- | ---- | ---- |
| Nothing but a Heartache                           | 1889 | 1897 | -    |
| Someone Out There                                 | -    | 1978 | 1867 |

1. ↑  Een '-' betekent dat het nummer niet was genoteerd en een vetgedrukt getal geeft de hoogste notering van een nummer aan.
2. ↑  Deze tabel is bijgewerkt tot en met de laatste editie (2024).